# 呼吸器疾患
呼吸器疾患（こきゅうきしっかん）とは、いわゆる呼吸器（上気道、気管・気管支、肺、胸膜等）に起こる疾患の総称である。罹患した部分によって多様な症状を見せる。

## 病巣による分類

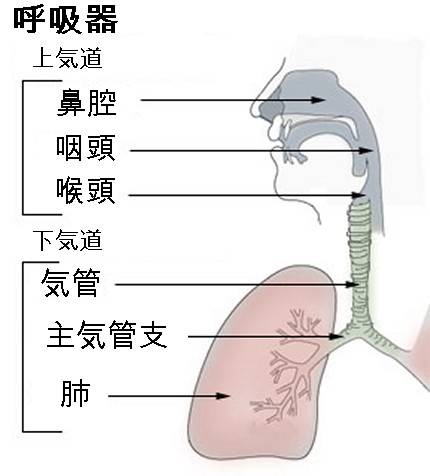

### 上気道疾患
- 風邪症候群
- 鼻炎
  - 急性鼻炎
  - 慢性鼻炎
- 扁桃炎
  - 急性口蓋扁桃炎
- 咽頭炎
  - 急性咽頭炎
  - 慢性咽頭炎
- 喉頭炎
  - 急性喉頭炎
  - 慢性喉頭炎
- その他
  - 咽頭癌
  - 喉頭癌
  - 声帯ポリープ

### 気管・気管支疾患
- 気管支炎
  - 急性気管支炎
  - 慢性気管支炎
- 気管支拡張症
- 気管支喘息

### 肺疾患
- 肺炎・間質性肺炎
- 肺気腫
- 肺水腫
- 肺結核・非結核性抗酸菌症
- 肺癌
- 過敏性肺臓炎・アレルギー性気管支肺アスペルギルス症・農夫肺
- 肺胞蛋白症
- 肺リンパ脈管筋腫症(LAM)
- 特発性肺ヘモジデローシス

### 胸膜疾患
- 気胸
- 胸膜炎

## 病態による分類

### 感染性疾患
- 結核
- 肺炎

### 閉塞性肺疾患
- 閉塞性肺疾患
  - 慢性閉塞性肺疾患(COPD)
  - びまん性汎細気管支炎
  - 肺気腫

### 拘束性肺疾患
- 拘束性肺疾患
  - 塵肺
  - 無気肺
  - 間質性肺炎
  - 肺水腫

### 肺腫瘍
- 肺癌

### アレルギ―性疾患
- 過敏性肺臓炎
- 間質性肺炎
- 気管支炎
- 気管支喘息
- サルコイドーシス

### 肺循環障害
- 肺水腫

### 機能的呼吸障害
- 睡眠時無呼吸症候群